# Rückfall (Strafrecht)
Unter Rückfall versteht man in der Kriminologie im Gegensatz zur Legalbewährung die erneute Straffälligkeit nach Verbüßung einer Strafe. Sie wird anhand der Rückfallquote gemessen. Im weiteren, von den Kriminalstatistiken verwendeten Sinne ist ein Rückfall die Verübung einer strafbaren Handlung durch einen bereits früher wegen einer solchen rechtskräftig Verurteilten.
Im engeren und eigentlichen Sinne liegt dagegen nur bei sogenannten „einschlägigen“ Vorstrafen ein Rückfall vor, also nur, wenn bei der erneuten Tat wieder genau derselbe oder zumindest ein gegen dasselbe Rechtsgut gerichteter Straftatbestand erfüllt wird. 

## Belgien
Bei Rückfall kann die Strafe erhöht werden (bis 7. April 2026 nach Artikel 54 ff., ab 8. April 2026 nach Artikel 60 Strafgesetzbuch). 

## Deutschland
Früher war der Rückfall bei einigen Tatbeständen eine Qualifikation. Das Strafgesetzbuch für das Deutsche Reich sah dies bei Diebstahl, Raub, Hehlerei und Betrug vor und forderte dabei zumeist zwei Vorstrafen. Am 1. April 1970 trat mit § 17 (1975 in § 48 umnummeriert) im Allgemeinen Teil des StGB eine Regelung in Kraft, die die Mindeststrafe bei wiederholtem Rückfall auf sechs Monate Freiheitsstrafe anhob; diese Regelung galt für alle Tatbestände die mit keiner höheren Mindeststrafe bedroht waren und die mindestens ein Jahr Höchststrafe vorsahen. Zum 1. Mai 1986 wurde § 48 wieder abgeschafft. Das DDR-StGB enthielt ebenfalls im Allgemeinen Teil eine Regelung zur Strafschärfung bei Rückfall (§ 44), die mehrmals geändert wurde.
Der Besondere Teil des StGB enthält seit 1. April 1998 eine Rückfallregelung für sexuellen Missbrauch von Kindern (§ 176a Absatz 1, seit 1. Juli 2021 § 176c Absatz 1 StGB). 
Allerdings führt Rückfall bei allen Straftaten in der Regel zu einer höheren Strafzumessung innerhalb des Strafrahmens und kann bei leichteren Straftaten eine kurze Freiheitsstrafe (anstelle von Geldstrafe) zur Einwirkung auf den Täter bzw. Verteidigung der Rechtsordnung rechtfertigen. 
Rückfall kann bei den im § 66 StGB genannten Straftaten, wenn die dort genannten Voraussetzungen vorliegen, zur Anordnung der Sicherungsverwahrung führen. Besonders im Hinblick auf das Sexualstrafrecht ist die Anwendung der Sicherungsverwahrung sowie die Behandlung von rückfälligen Straftätern um die Jahrtausendwende verstärkt in die Diskussion geraten.
Für das Bezugsjahr 2010 wurden nach Zahlen des Bundesministeriums der Justiz und für Verbraucherschutz insgesamt 35 Prozent der in Deutschland rechtskräftig verurteilten Personen innerhalb von drei Jahren erneut straffällig. Am häufigsten wurden dabei aus der Haft entlassene Jugendliche mindestens ein weiteres Mal auffällig (64 Prozent der bereits zuvor Verurteilten). Von den zu einer Freiheitsstrafe ohne Bewährung im Sinne des Allgemeinen Strafrechts Verurteilten (Erwachsene) wurden 45 Prozent rückfällig. Eine neuerliche Strafe mussten in diesem Zusammenhang 30 Prozent der Jugendlichen und 21 Prozent der Erwachsenen antreten.

## Österreich
Bei Rückfall unter den Voraussetzungen des § 39 Strafgesetzbuch erhöht sich die Höchststrafe um die Hälfte.
Besonders gefährliche Täter können nach der Strafverbüßung bis zu zehn Jahre in einer Anstalt für gefährliche Rückfallstäter untergebracht werden (§§ 23 bis 25).
Bei leichteren Taten kann anstelle einer Geldstrafe eine kurze Freiheitsstrafe (bis zu einem Jahr) verhängt werden (§ 37).

## USA
In zahlreichen Bundesstaaten der USA ist die Regel "Three strikes and you are out" gültig, nach der mit der dritten Verurteilung sogar eine lebenslange Freiheitsstrafe verhängt werden kann.